# Stefano Cassiani
Pour les articles homonymes, voir Cassiani.
Stefano Cassiani (Fra ou padre), dit Il Certosino (le Chartreux), né à Pescaglia près de Lucques le 9 mars 1636 et mort le 15 février 1714, est un frère chartreux et un peintre italien baroque de la fin du XVIIe siècle et du début du XVIIIe.

## Biographie
Moine à la chartreuse de Farneta, située à Maggiano, frazione de Lucques, Stefano Cassiani a peint également pour plusieurs églises de Pise et de Sienne qui contiennent encore ses œuvres. 
Son style est celui de Pietro da Cortona.

## Œuvres
À Lucques
- Fresques et deux retables de la Vie de la Vierge (1693), église des Chartreux de Farneta
- Le Prêche de saint Paulin, Comunità parrocchiale dei SS. Michele, Paolino e Alessandro,
- Fresque de la Légende de saint Paulin, fresques dans la tribune de la Chiesa dei santi Paolino e Donato, (avec Filippo Gherardi)

À  Sienne et à Pise
- Il martirio di s. Giovanni Evangelista e i santi Gorgonio e Doroteo, presbytère de la Chartreuse de Calci, dite Chartreuse de Pise (à 10 km)
- San Brunone che riceve la regola da San Pietro e San Brunone in gloria, fresques à la Chartreuse de Pontignano, Castelnuovo Berardenga